# Legenda Marilyn Monroe
Legenda Marilyn Monroe (ang. The Legend of Marilyn Monroe) – amerykański film dokumentalny o Marilyn Monroe z 1966 roku w reżyserii Terry'ego Sandersa.